# IJsselkade (Deventer)
IJsselkade is een straatdeel van de kade langs de IJssel in Deventer, die in meerdere straatnamen is verdeeld:
Rembrandtkade, IJsselkade, Kapjeswelle, Onder de Linden, Welle en Pothoofd.
In spreektaal wordt met IJsselkade de gehele kade aangeduid.
Vrijwel elk jaar krijgt Deventer te maken met hoogwater in de IJssel.
Er staat een digitaal NAP-bord aan de kade, ter hoogte van Onder de Linden naast het voetveer, dat de waterstand aangeeft.